# えちごトキめき鉄道ET122形気動車
えちごトキめき鉄道ET122形気動車は、えちごトキめき鉄道の気動車である。一般車両およびイベント兼用車の基本番台と、リゾート車両の1000番台が存在し、本項では基本番台を中心に扱う。
いずれも西日本旅客鉄道（JR西日本）のキハ122形をベースに新潟トランシス新潟事業所で製造され、直江津運転センターに配置されている。

## 概要
2015年（平成27年）3月14日の北陸新幹線長野駅 - 金沢駅間延伸開業に伴い、この区間に並行する在来線が並行在来線として経営分離された。このうち新潟県内の区間にあたる北陸本線市振駅 - 直江津駅間および信越本線妙高高原駅 - 直江津駅間は、新潟県と沿線自治体などが出資する第三セクター鉄道のえちごトキめき鉄道へ移管し、それぞれ日本海ひすいライン・妙高はねうまラインに改称した。本系列はこの移管に伴い日本海ひすいライン向けに新製・投入された車両である。

### 導入の経緯
日本海ひすいラインは移管以前から電化されているが、糸魚川駅 - 梶屋敷駅間のデッドセクションを境に糸魚川方が交流電化(20kV60Hz)、梶屋敷方が直流電化(1500V)と電化方式が異なっており、加えて輸送密度が北陸新幹線金沢延伸に際しての経営分離区間の中でも特に低いことから、えちごトキめき鉄道では高価かつ最短でも2両編成を組まざるを得ない交直流電車の維持コスト等を考慮し、運営移管後の日本海ひすいライン内および直通先のあいの風とやま鉄道泊駅 - 市振駅間は、富山方面とは原則系統を分断し、気動車による運転とすることとした。
しかしながら市振駅 - 直江津駅間は頸城トンネル（11,353m）をはじめ約6割がトンネルであり、一部の沿線住民から「万が一火災が発生した場合は危険性が高い」などとする反対意見が寄せられたことから、えちごトキめき鉄道ではJR西日本の協力、新潟県の補助を得て、当時のJR西日本の一般型気動車で最新系列となるキハ122形をベースとした新造車両を計8両導入することとし、一般車両6両（1 - 6）、イベント兼用車両2両（7, 8）が2014年10月から翌年3月にかけ新造された。このほか、リゾート車両として計画されていた気動車2両も、本系列の1000番台(1001, 1002)として2016年に落成している。
なお、導入にあたって、キハ122形が所属するJR西日本姫路鉄道部ではえちごトキめき鉄道の社員の研修を受けいれている。

## 構造
一般車両・イベント兼用車両は8両すべてがキハ122形と同じ両運転台車であり、片運転台車は設定されていない。各部の基本設計も共通であるが、キハ127系を運用する姫路鉄道部が新潟トランシスへ要望した改良点などを反映するなど、マイナーチェンジが行われている。
なお、車体デザイン、内装デザイン監修ははえちごトキめき鉄道のトータルデザインを手がけた川西康之が率いる株式会社イチバンセンが手がけ、イベント兼用車両は川西らに加えて長岡市の長岡造形大学との産学連携で沿線地域出身の学生が外装デザインを制作している。

### 車体
車体は骨組み、外板等にステンレス鋼を使用したオールステンレス車両であるが、運転台部のみ普通鋼製である。乗務員室は貫通構造となっており、他車との連結の際には、運転室側を仕切ることができる。客用扉は、片側2箇所に押しボタン式の半自動両開き扉を設置しており、ステップは廃されている。連結器は、電車と同様の密着連結器としている。
外装は、一般車両は「日本海の美しい波」を表現したデザイン、イベント兼用車両は、ET122-7がベニズワイガニやアンコウなど魚類をあしらった「日本海の海中を流れるようなデザイン(NIHONKAI STREAM)」、ET122-8がえちごトキめき鉄道2路線沿線3市の市花である、シラネアオイ（妙高市）・ツバキ（上越市）・ササユリ（糸魚川市）をあしらった「3市の花をモチーフにしたデザイン(3 CITIES FLOWERS)」がそれぞれ採用された。

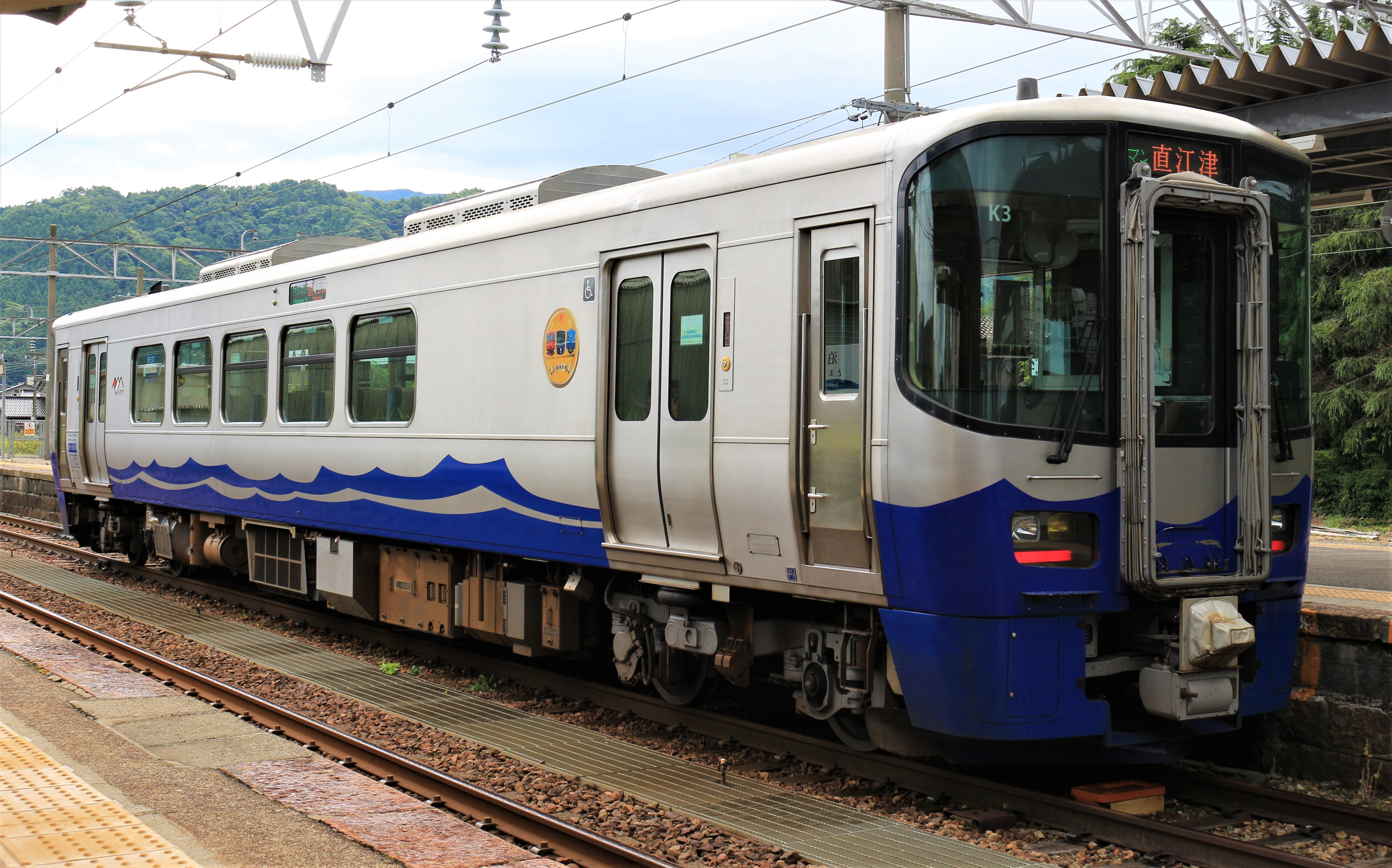
一般車（2022年7月）
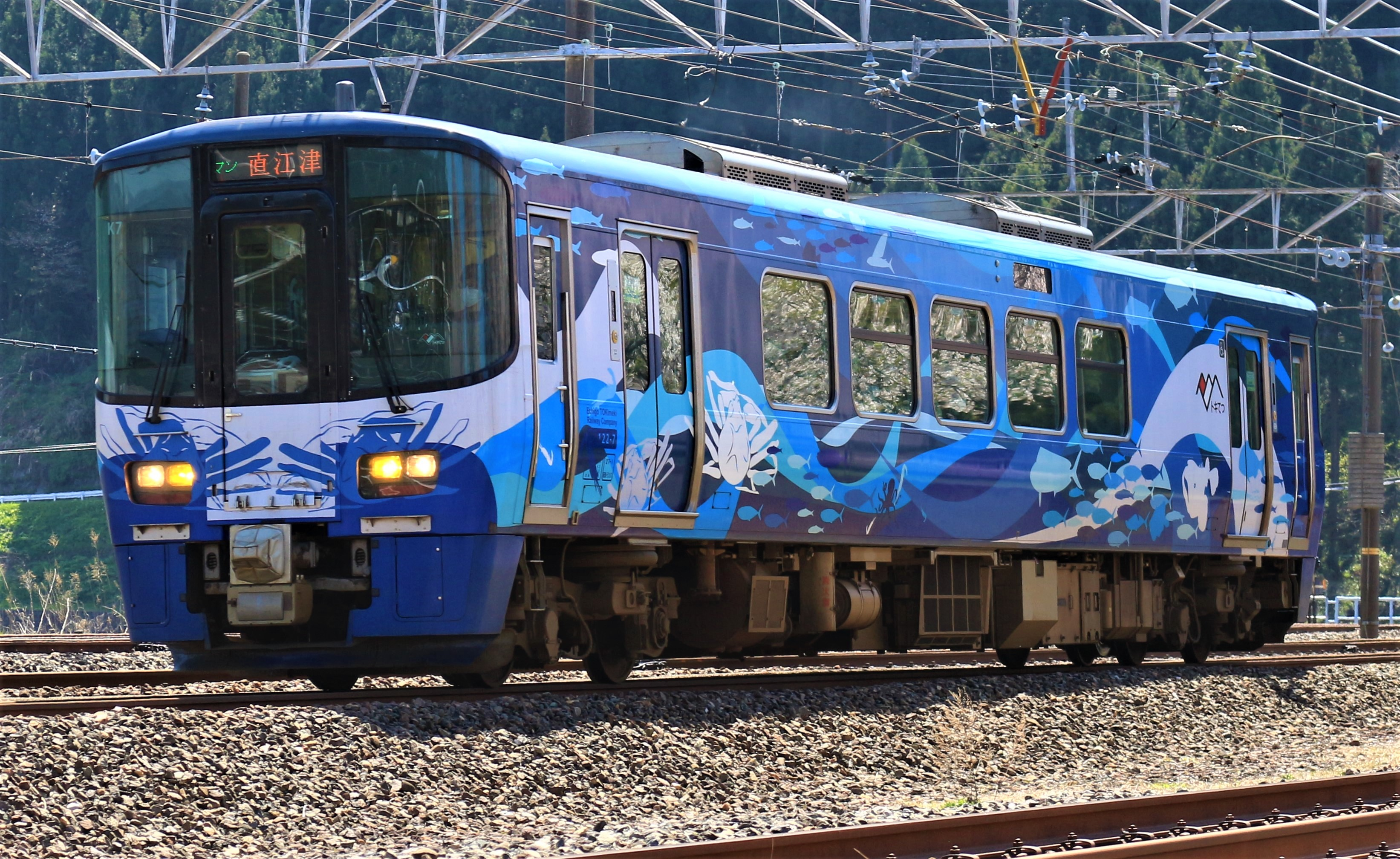
ET122-7「NIHONKAI STREAM」直江津方
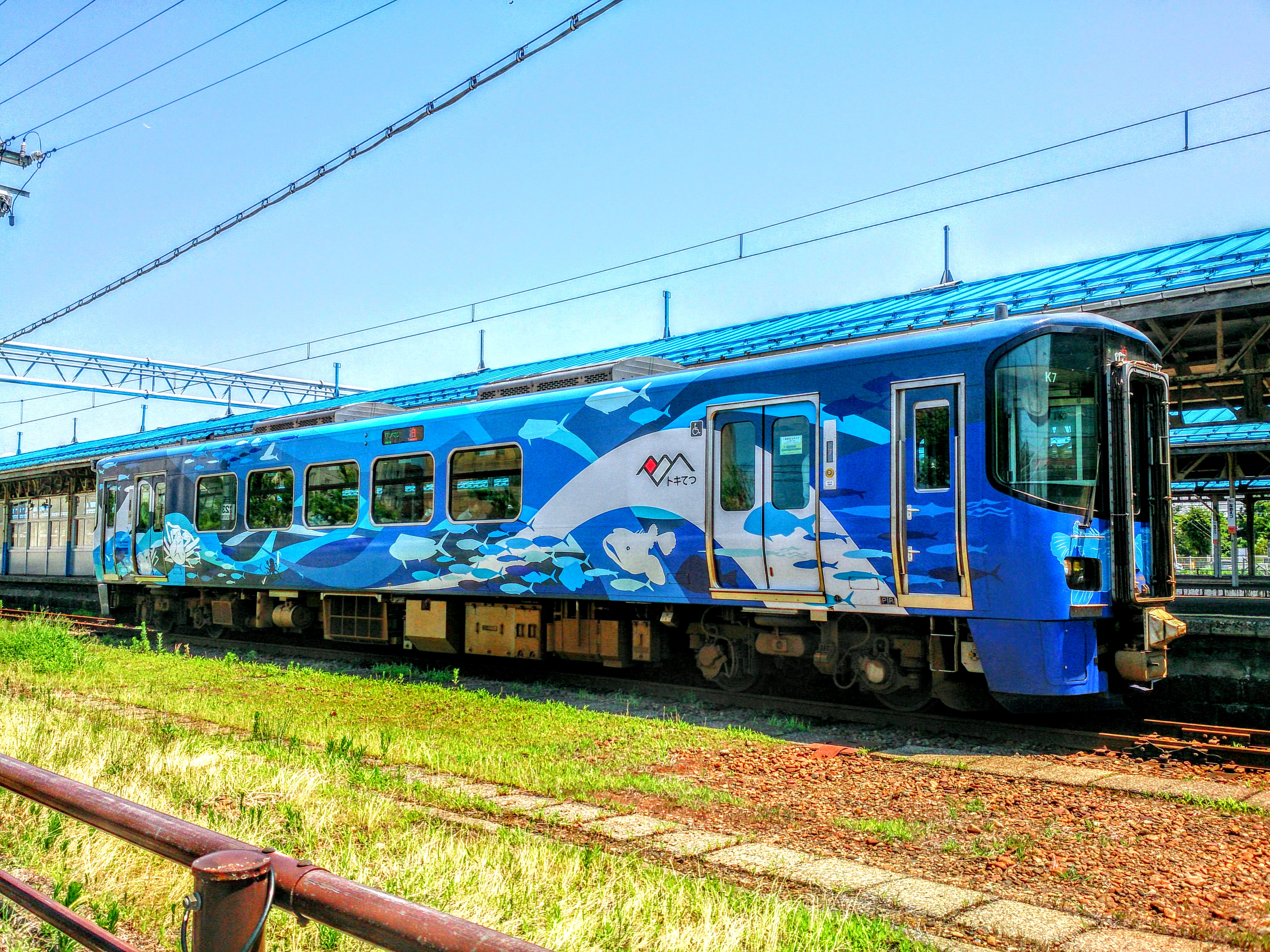
ET122-7「NIHONKAI STREAM」市振方
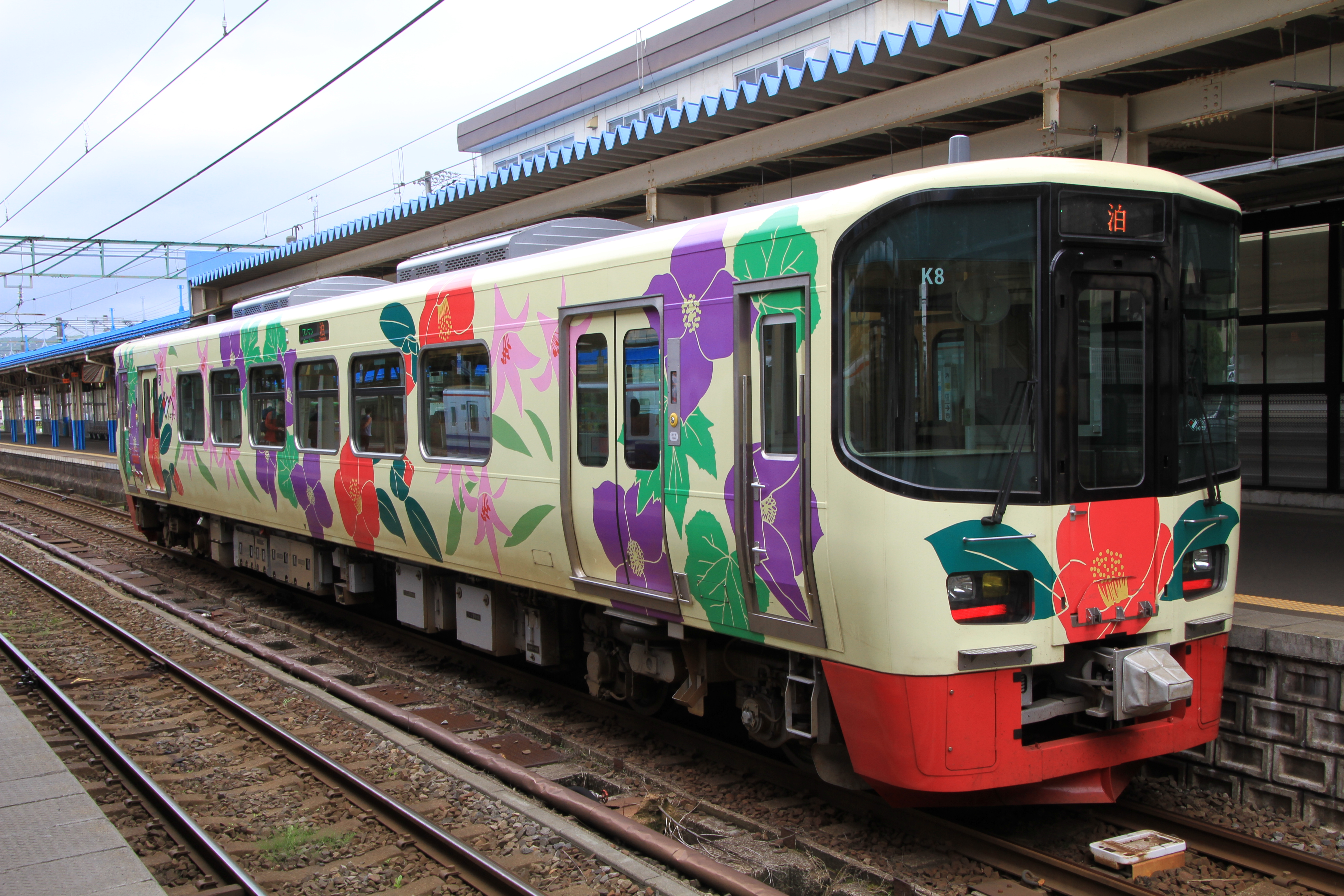
ET122-8「3 CITIES FLOWERS」直江津方
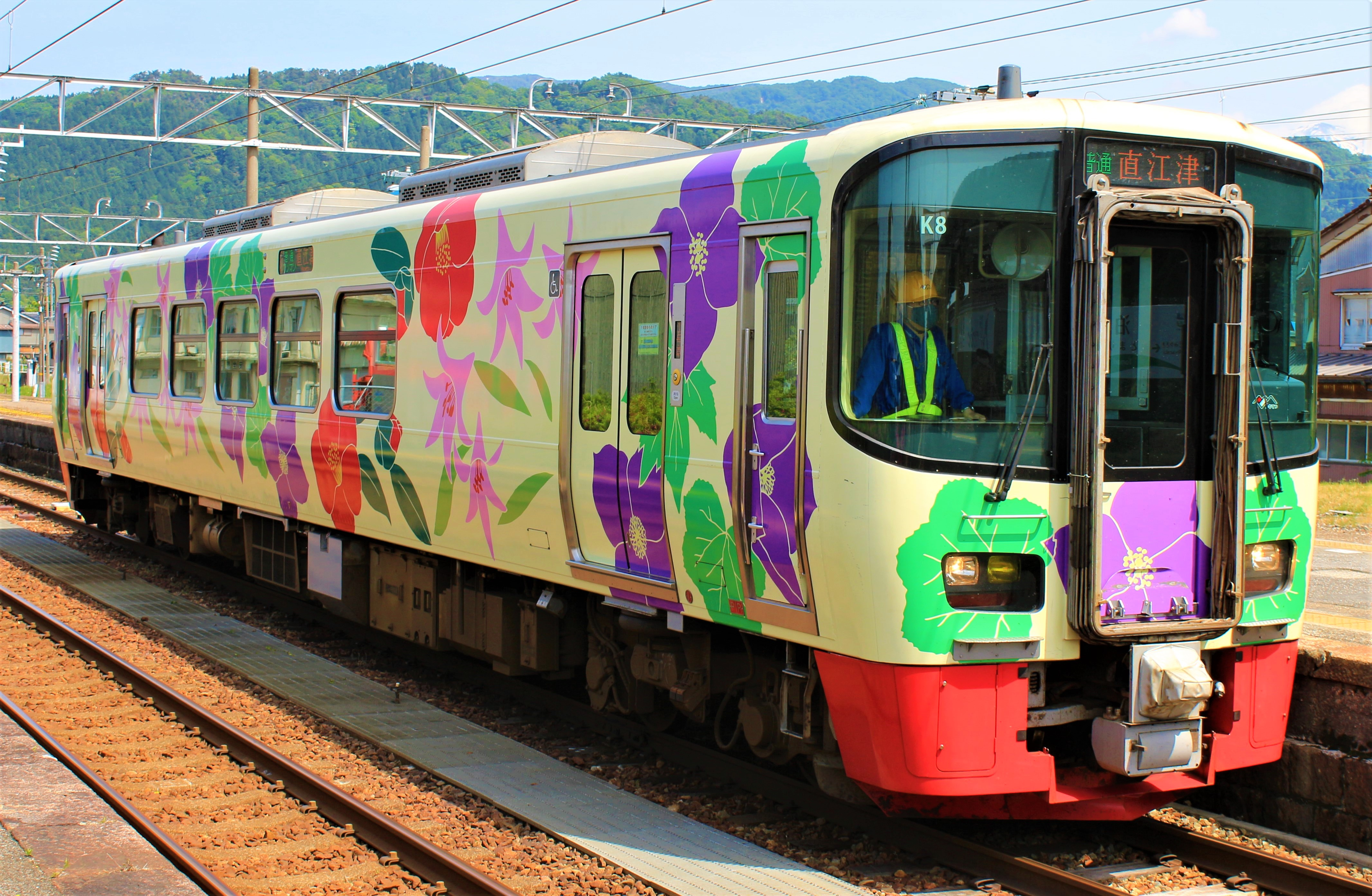
ET122-8「3 CITIES FLOWERS」市振方

### 室内

#### 運転台
左側に主幹制御器、右側にブレーキのハンドルを配置した、横軸2ハンドル仕様であり、運転上はワンマン運転を実施するため、それに対応した設備を搭載している。運転台には車両情報制御システムとして搭載されているTICSのモニターが設けられている。

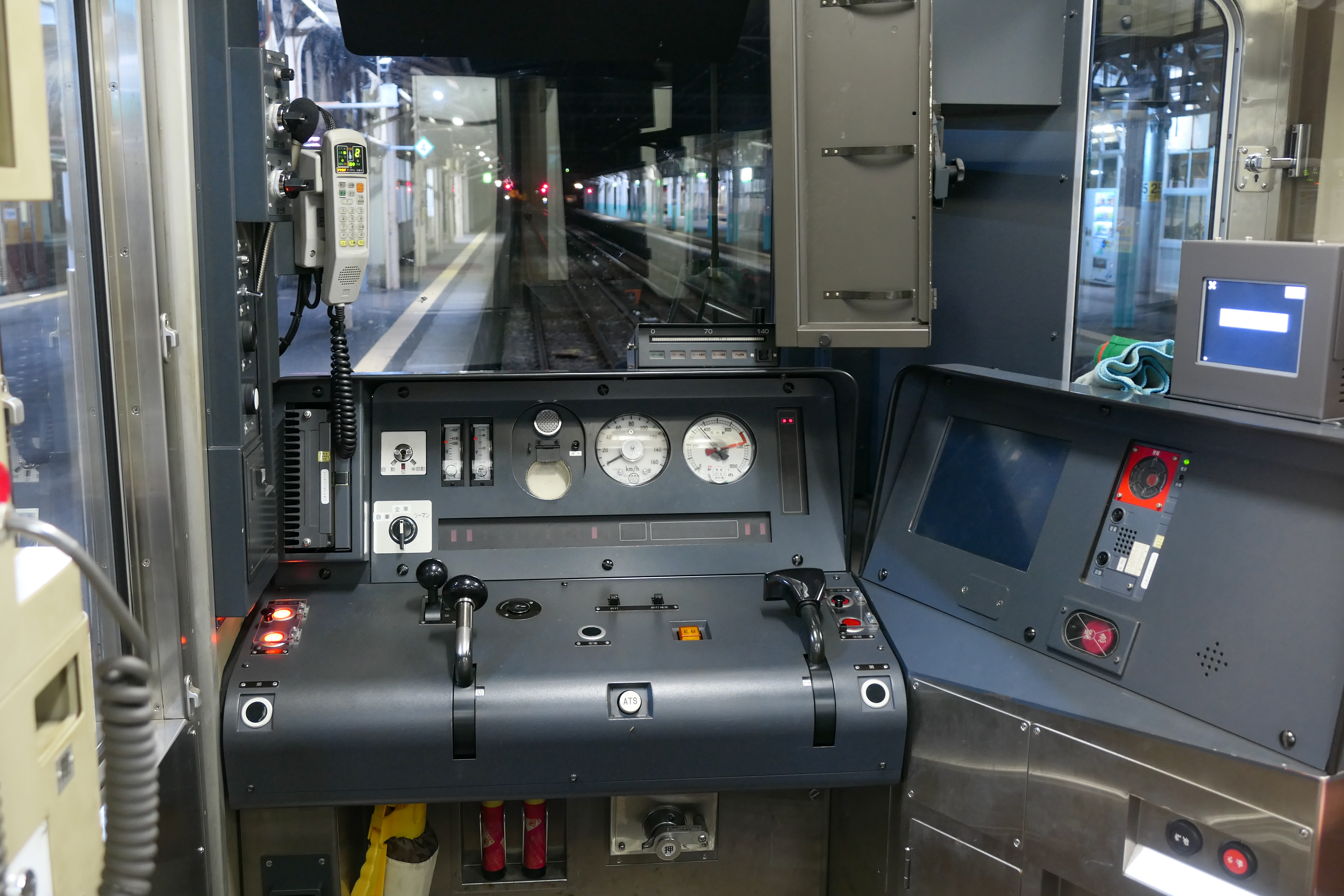
運転台

#### 客室
一般車両は車内の座席はキハ122形と同様転換クロスシート（2列+1列）を中心に一部ロングシートを設けた構成となっている。座席のモケットは日本海をイメージした青系統のものへ変更されている。優先席部についてはJR西日本と同様のJIS Z8210準拠優先設備各種（立った姿）のピクトグラムが配されたモケットである。窓部の優先席ステッカーは新造当初はJR西日本のデザインだったが、携帯電話利用についての案内を「混雑時は電源を切る」呼びかけに変更した際に首都圏私鉄各社共通のデザイン（ピクトグラムはJIS Z8210準拠の優先席〈着座した姿〉各種と厚生労働省制定のマタニティマーク）に変更されている。定員はキハ122形と同様の113人である。
イベント兼用車両は、車内の座席を対面式ボックスシート（2列+2列）に変更し、各ボックスに着脱可能なテーブルを設置することでイベントなどの利用に対応できるようになっている。モケット柄は上杉謙信が愛用したといわれる金銀欄緞子を「日本海」に、新潟県の花であるチューリップを「3市の花」に採用している。ロングシートは設けられておらず、定員は106名に減少している。

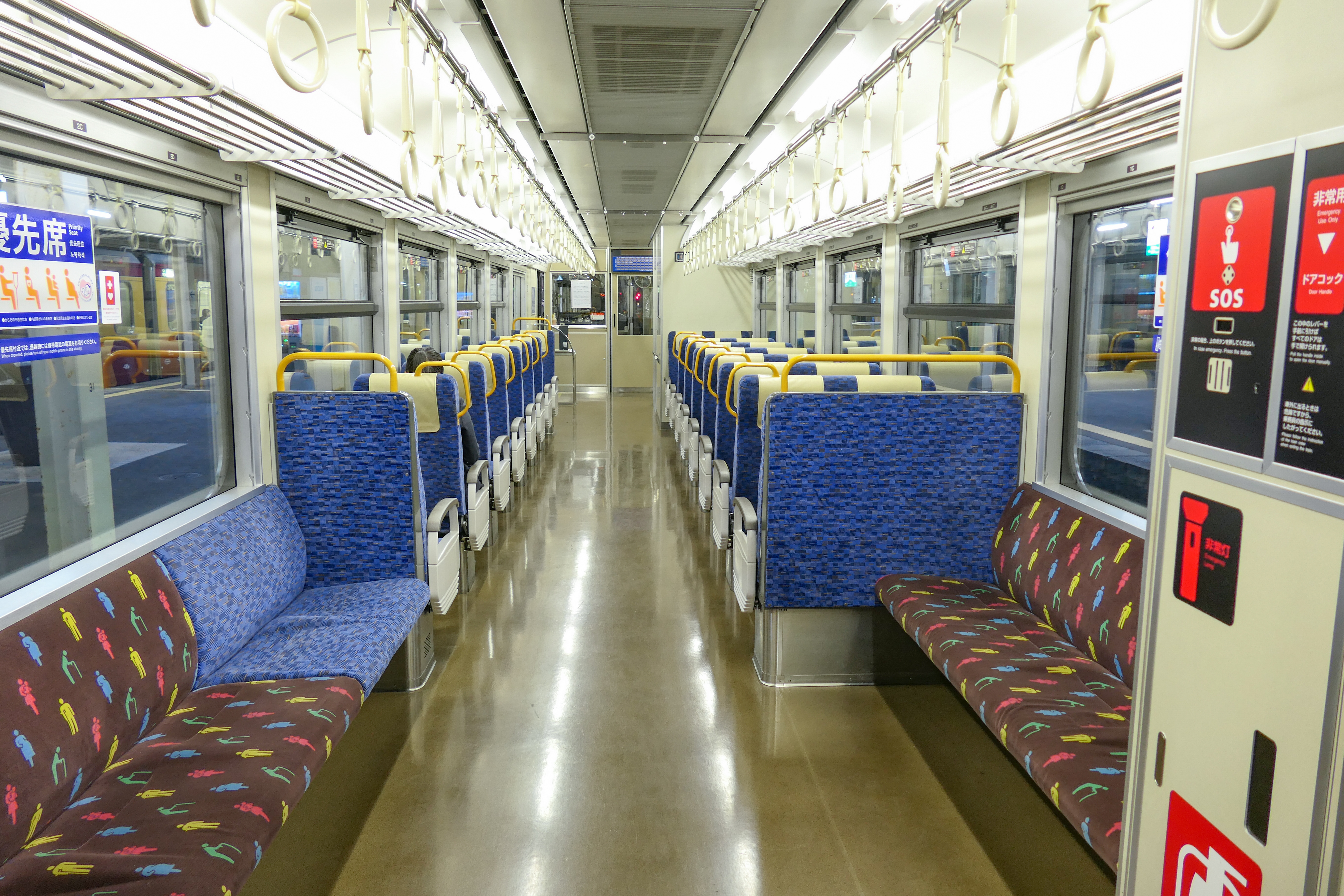
一般車両の車内
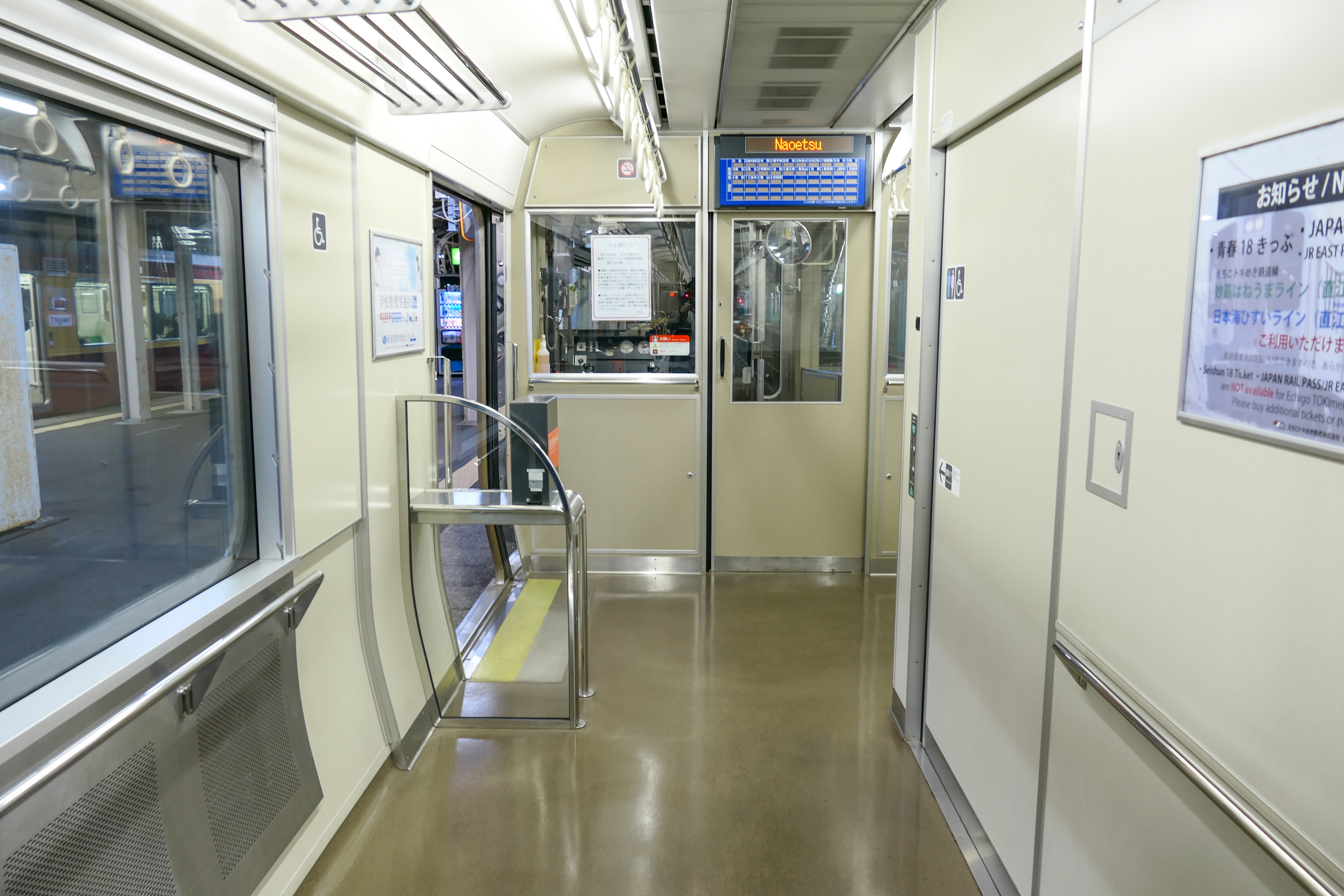
フリースペース・トイレ付近
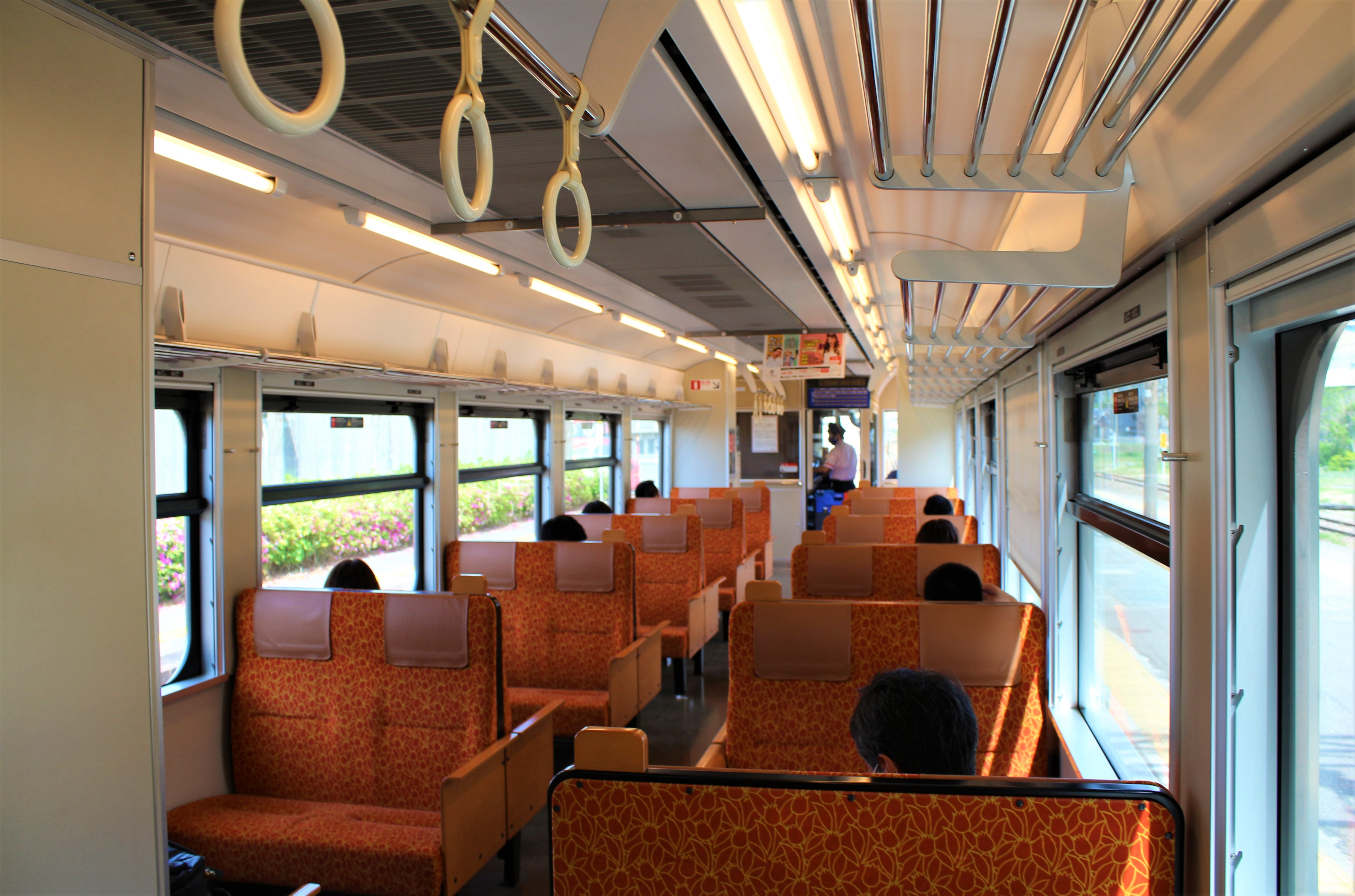
ET122-8「3 CITIES FLOWERS」車内

### 機器類
沿線の走行環境に合わせキハ127系より耐寒耐雪構造を高めたほか、前掲のようにトンネル区間が多いことから燃料タンクを2重構造にして燃料漏れを防ぐなど安全性を高めている。
走行機関としては過給機および吸気冷却装置付きのコマツ製SA6D140HE-2（450 ps/2,100 rpm）を1台搭載する。コモンレール燃料噴射システムと1気筒当たりの吸排気バルブの総数を4つとした4バルブ方式を採用したことで、排出ガス中の窒素酸化物や、ばい煙などを低減している。このほか空調装置などのサービス用電源装置として、エンジンの駆動力を利用した発電機と整流装置が搭載されている。空気圧縮機はベルト駆動式（C600）である。
台車は、キハ127系と同型のボルスタレス台車（円錐積層ゴム式軸箱支持方式）であるが、形式付番がメーカー呼称によるものとなっており、前位寄りには2軸駆動式の動力台車（NF08D）、後位寄りには付随台車（NF08T）を配置する。ブレーキは機関ブレーキ・排気ブレーキ併用電気指令式空気ブレーキが採用されており、台車ごとの制御が行われるほか滑走防止機能を持つ。基礎ブレーキ装置は動軸が踏面ユニットブレーキ、従軸がディスクブレーキと踏面ユニットブレーキの併用となっている。
冷房装置は集約分散式のものを各車2台搭載する。
保安装置については東日本旅客鉄道（JR東日本）が使用しているATS-Ps車上子を搭載する。なお、2017年（平成29年）9月10日にET122-8がATS-Pを採用する北越急行ほくほく線に入線している（後述）。

## 車歴表
| 編成番号 | 車両番号 | 落成月日       | 備考                             |
| -------- | -------- | -------------- | -------------------------------- |
| K1       | ET122-1  | 2014年10月20日 |                                  |
| K2       | ET122-2  | 2014年10月20日 |                                  |
| K3       | ET122-3  | 2015年3月3日   |                                  |
| K4       | ET122-4  | 2015年1月19日  |                                  |
| K5       | ET122-5  | 2015年1月19日  |                                  |
| K6       | ET122-6  | 2015年1月19日  |                                  |
| K7       | ET122-7  | 2015年1月19日  | イベント車両「NIHONKAI STREAM」  |
| K8       | ET122-8  | 2015年1月19日  | イベント車両「3 CITIES FLOWERS」 |

## 改造

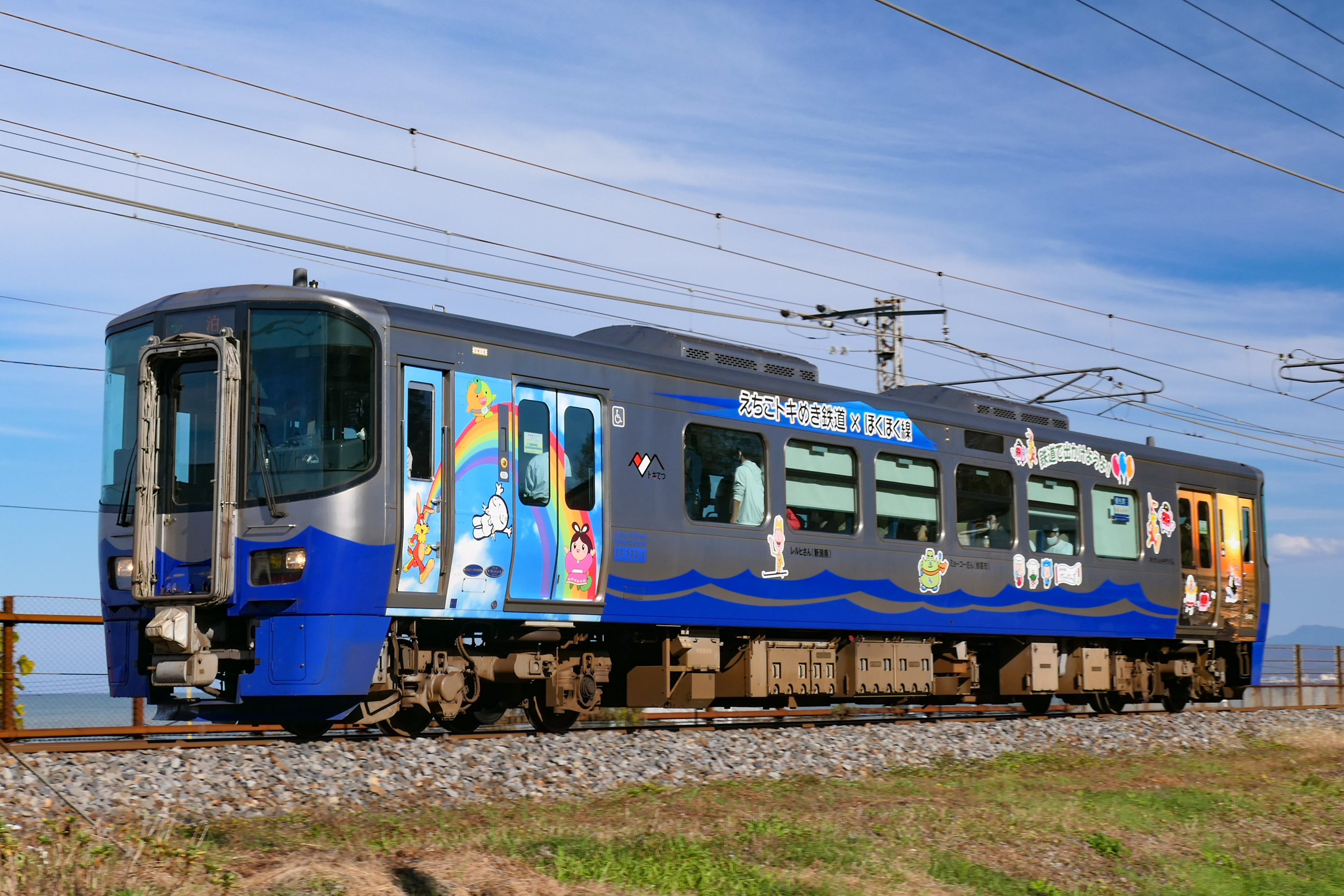
電気連結器装備後のET122形（2021年10月）

電気連結器装備
2016年度（2016年6月頃）より、連結器の取り換え工事が行われ、電気連結器が装備されている。
方向転換
2017年1月頃よりトイレ設備のある側を日本海ひすいライン内で山側とする方向転換が実施されていたが、同年6月頃より元に戻っている。

## 運用
本系列はK編成と呼称され、日本海ひすいラインおよびあいの風とやま鉄道線（直江津駅 - 市振駅 - 泊駅間）の普通列車において1両編成での運用があるほか、朝と夕方の通勤通学時間帯を中心に2両編成での運用がある。2018年（平成30年）3月17日ダイヤ改正から、妙高はねうまライン直通列車とその間合い運用として、直江津駅 - 新井駅間でも運用される。
イベント兼用車両は通常時は普通列車として運行しているほか、臨時列車や貸切列車としても運行している。また、2017年（平成29年）9月10日には北越急行ほくほく線の開業20周年を記念した臨時列車「ほくほくSAKE Lovers号」としてET122-8が北越急行ほくほく線へ入線している。

## 1000番台

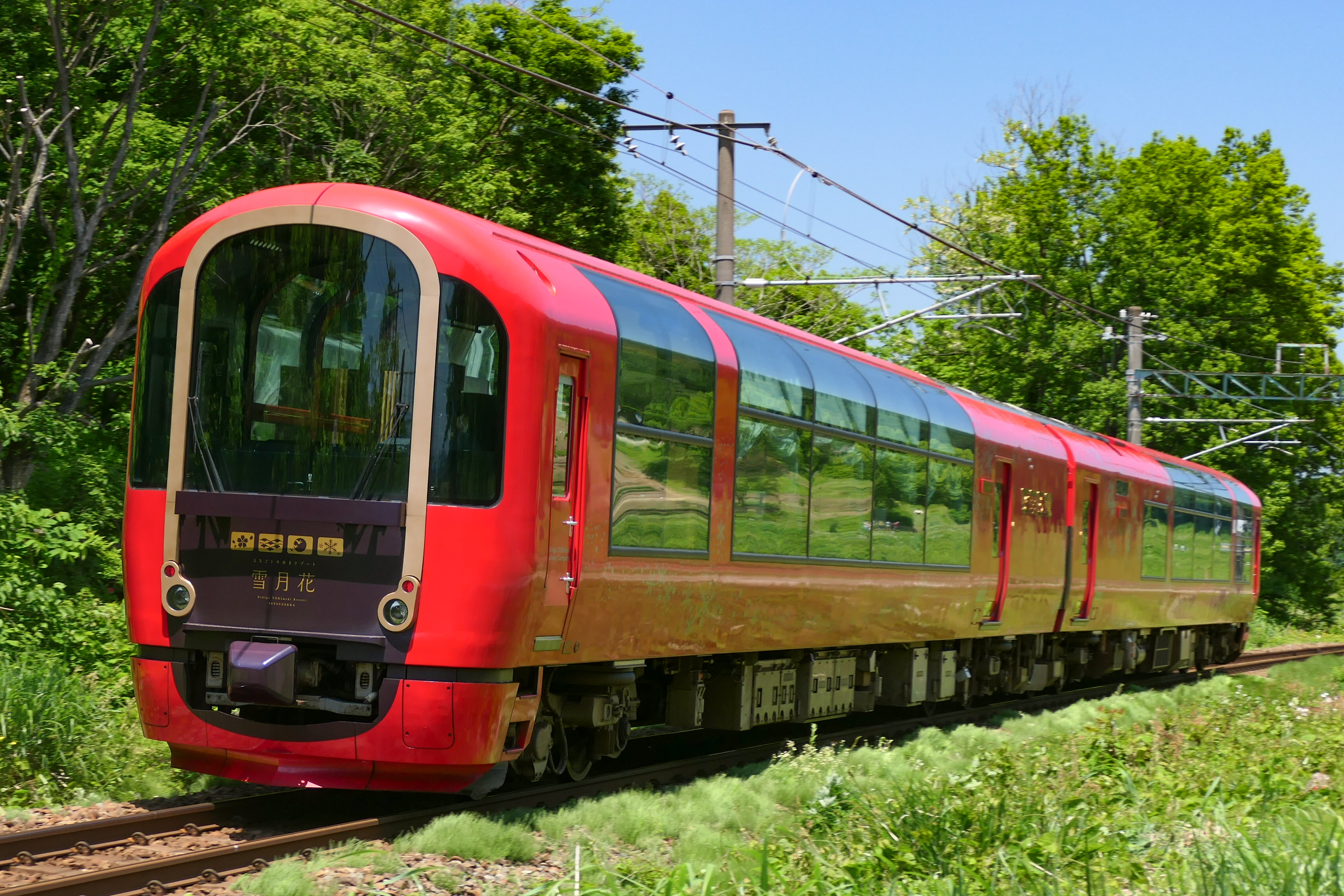
1000番台「えちごトキめきリゾート雪月花」

2016年（平成28年）4月23日運転開始のリゾート列車「えちごトキめきリゾート雪月花」用の車両である。
エンジンをはじめとする主要機器類は一般型と同じであるが、外見・内装は大きく異なり、一部ハイデッキ構造の片運転台車両である。また、車体もステンレス製ではなく普通鋼製となっている。日本産業デザイン振興会の2016年度グッドデザイン賞、鉄道友の会の2017年ローレル賞などを受賞した。